# Ángel Posada
Ángel Posada (Hidalgo del Parral, Chihuahua; 1890 - Ciudad Juárez, Chihuahua; 12 de marzo de 1938) fue un político mexicano. Como miembro del Partido Nacional Revolucionario, ocupó los cargos de diputado federal y senador por el estado de Chihuahua y murió asesinado a manos del también destacado político, Rodrigo M. Quevedo Moreno.

## Biografía
Ángel Posada nació en la ciudad de Hidalgo del Parral en el año de 1890 y en la cual realizó sus estudios, de forma posterior ingresó en la Escuela Nacional de Agricultura de San Jacinto, donde sin embargo no concluyó sus estudios y en 1914 se trasladó a la Escuela Superior de Agricultura Hermanos Escobar, de Ciudad Juárez, donde egresó como ingeniero agrónomo.
Realizó su carrera política en el ámbito agrario, lo que lo llevó a ser un decidido partidario del presidente Lázaro Cárdenas del Río y como tal formó parte del grupo político cardenista en el estado de Chihuahua, que fue encabezado, entre otros, por Gustavo L. Talamantes. Fue electo diputado federal por el Distrito 5 de Chihuahua a la XXXV Legislatura de 1932 a 1934 y en este último año también ocupó los cargos de oficial mayor de la Comisión Nacional Agraria y jefe del departamento de Asuntos Agrario.
En 1934 fue electo senador por el estado de Chihuahua en segunda fórmula, correspondiente al periodo que culminaría en 1940, en las legislaturas XXXVI y XXXVII y durante las que llegaría a ocupar la presidencia del Senado.

### Asesinato
El asesinato de Ángel Posada se da en el contexto de un radical enfrentamiento en Chihuahua entre los grupos políticos, que perteneciendo ambos al partido oficial, respondían uno al Callismo desplazado del poder y otro al Cardenismo que lo ocupaba. El líder del callismo era el general Rodrigo M. Quevedo Moreno que el 4 de octubre de 1936 culminó su periodo como gobernador, entregando el cargo a Gustavo L. Talamantes, líder del grupo cardenista y al que se suscribía el senador Posada; Quevedo trató de conservar cuotas de poder y Talamantes hizo todo lo posible por desplazarlo.
Uno de los espacios de poder que los quevedistas querían conservar era el ayuntamiento de Ciudad Juárez, presidido por José Quevedo Jr. —pariente de Rodrigo M. Quevedo— y el gobernador Talamantes logró que el Congreso de Chihuahua destituyera a todo el ayuntamiento el 31 de marzo de 1937 tras serle dictada una orden de aprehensión; Quevedo se negó durante días a entregar la presidencia municipal y casi se llegó a un enfrentamiento armado, finalmente fueron desplazados y en las elecciones a ayuntamiento de finales de ese año fue electo de manera contundente José Borunda, partidario del gobernador Talamantes y del senador Posada. 
El senador Ángel Posada se había trasladado a Ciudad Juárez en compañía del diputado federal Francisco García Carranza para atender diversos asuntos relacionados como la actividad agrícola, hospedándose en el Hotel Koper, en el centro de la ciudad. El 12 de marzo de 1938, tras tener reuniones en su habitación, salió de ella y al bajar en las escaleras, se topó con el general Rodrigo M. Quevedo. De acuerdo a testigos el senador extendió su mano al general para intentar saludarlo, ante lo cual Quevedo le replicó con un «usted ni me salude», propinándole además una bofetada y finalmente sacando un arma y realizando siete disparos contra Posada, que murió al instante a consecuencia de dichas heridas. Entre sus acompañantes también se desató una refriega a balazos en la que resultaron heridos José Quevedo, Narciso Talamantes —hermano del gobernador—, el diputado Valentín Oñate y una niña de nombre Josefina Arciniega que casualmente pasaba por afuera del hotel. 
Quevedo salió caminando del hotel y se dirigió a la jefatura de la guarnición militar de la plaza donde se entregó, pero de donde poco después huyó hacia Estados Unidos y finalmente reapareció en Nuevo Laredo, Tamaulipas para ser encarcelado dos años, pero nunca fue formalmente castigado por el asesinato. Tres semanas después del asesinato del senador Posada, moría a consecuencia del estallido de una bomba en su despacho del ayuntamiento, el presidente municipal José Borunda.